# Turniej kobiet w siatkówce plażowej na Plażowych Igrzyskach Azjatyckich 2012
Turniej kobiet w siatkówce plażowej podczas III Plażowych Igrzysk Azjatyckich w Haiyan odbył się w dniach od 12 do 18 czerwca 2012 roku. Do rywalizacji przystąpiło 25 par. Złoto zdobyła tajska para Varapatsorn Radarong i Tanarattha Udomchavee.

## Runda eliminacyjna

### Grupa S
Tabela
| Poz. | Zawodnicy                               | Pkt | Mecze | Mecze | Mecze | Małe punkty | Małe punkty | Małe punkty | Sety | Sety | Sety |
| Poz. | Zawodnicy                               | Pkt | M     | Z     | P     | zdob.       | str.        | +/-         | wyg. | prz. | +/-  |
| ---- | --------------------------------------- | --- | ----- | ----- | ----- | ----------- | ----------- | ----------- | ---- | ---- | ---- |
| 1.   | Jarunee Sannok / Usa Tenpaksee          | 4   | 2     | 2     | 0     | 4           | 0           | + 4         | 84   | 34   | + 50 |
| 2.   | Chan Mei Kit / Tse Wing Hung            | 3   | 2     | 1     | 1     | 2           | 2           | 0           | 65   | 62   | + 3  |
| 3.   | Florzinha Sanches / Kezia Deolinda Belo | 2   | 2     | 0     | 2     | 0           | 4           | - 4         | 31   | 84   | - 53 |

| Data      |                    | Wynik |                | Set 1 | Set 2 | Set 3 |
| --------- | ------------------ | ----- | -------------- | ----- | ----- | ----- |
| 12 Czerw. | Chan / Tse         | 2–0   | Sanches / Belo | 21–11 | 21–9  |       |
| 13 Czerw. | Sannok / Tenpaksee | 2–0   | Sanches / Belo | 21–11 | 21–0  |       |
| 14 Czerw. | Sannok / Tenpaksee | 2–0   | Chan / Tse     | 21–10 | 21–13 |       |

### Grupa T
Tabela
| Poz. | Zawodnicy                                    | Pkt | Mecze | Mecze | Mecze | Małe punkty | Małe punkty | Małe punkty | Sety | Sety | Sety |
| Poz. | Zawodnicy                                    | Pkt | M     | Z     | P     | zdob.       | str.        | +/-         | wyg. | prz. | +/-  |
| ---- | -------------------------------------------- | --- | ----- | ----- | ----- | ----------- | ----------- | ----------- | ---- | ---- | ---- |
| 1.   | Varapatsorn Radarong / Tanarattha Udomchavee | 4   | 2     | 2     | 0     | 4           | 0           | + 4         | 84   | 15   | + 69 |
| 2.   | Chuda Kumari Khadka / Nita Kumari Shah       | 3   | 2     | 1     | 1     | 2           | 2           | 0           | 52   | 63   | - 11 |
| 3.   | Ohoud Abdullah / Fatema Al-Zaabi             | 2   | 2     | 0     | 2     | 0           | 4           | - 4         | 26   | 84   | - 58 |

| Data      |                       | Wynik |                     | Set 1 | Set 2 | Set 3 |
| --------- | --------------------- | ----- | ------------------- | ----- | ----- | ----- |
| 12 Czerw. | Khadka / Shah         | 2–0   | Abdullah / Al-Zaabi | 21–7  | 21–14 |       |
| 13 Czerw. | Radarong / Udomchavee | 2–0   | Abdullah / Al-Zaabi | 21–1  | 21–4  |       |
| 14 Czerw. | Radarong / Udomchavee | 2–0   | Khadka / Shah       | 21–6  | 21–4  |       |

### Grupa U
Tabela
| Poz. | Zawodnicy                           | Pkt | Mecze | Mecze | Mecze | Małe punkty | Małe punkty | Małe punkty | Sety | Sety | Sety |
| Poz. | Zawodnicy                           | Pkt | M     | Z     | P     | zdob.       | str.        | +/-         | wyg. | prz. | +/-  |
| ---- | ----------------------------------- | --- | ----- | ----- | ----- | ----------- | ----------- | ----------- | ---- | ---- | ---- |
| 1.   | Tatyana Mashkova / Irina Tsimbalova | 4   | 2     | 2     | 0     | 4           | 1           | + 3         | 97   | 73   | + 24 |
| 2.   | Zhu Minmin / Ma Zhenni              | 3   | 2     | 1     | 1     | 2           | 2           | 0           | 75   | 61   | + 14 |
| 3.   | Miki Oyama / Angela Ishida          | 2   | 2     | 0     | 2     | 1           | 4           | - 3         | 59   | 97   | - 38 |

| Data      |                       | Wynik |                | Set 1 | Set 2 | Set 3 |
| --------- | --------------------- | ----- | -------------- | ----- | ----- | ----- |
| 12 Czerw. | Zhu / Ma              | 2–0   | Oyama / Ishida | 21–11 | 21–8  |       |
| 13 Czerw. | Mashkova / Tsimbalova | 2–1   | Oyama / Ishida | 19–21 | 21–14 | 15–5  |
| 14 Czerw. | Mashkova / Tsimbalova | 2–0   | Zhu / Ma       | 21–16 | 21–17 |       |

### Grupa V
Tabela
| Poz. | Zawodnicy                        | Pkt | Mecze | Mecze | Mecze | Małe punkty | Małe punkty | Małe punkty | Sety | Sety | Sety |
| Poz. | Zawodnicy                        | Pkt | M     | Z     | P     | zdob.       | str.        | +/-         | wyg. | prz. | +/-  |
| ---- | -------------------------------- | --- | ----- | ----- | ----- | ----------- | ----------- | ----------- | ---- | ---- | ---- |
| 1.   | Hu Anna / Chen Chunxia           | 4   | 2     | 2     | 0     | 4           | 0           | + 4         | 84   | 32   | + 52 |
| 2.   | Wong Yuen Mei / Ng Tin Lai       | 3   | 2     | 1     | 1     | 2           | 2           | 0           | 68   | 47   | + 21 |
| 3.   | Jumanah Husain / Nour Al-Najadah | 2   | 2     | 0     | 2     | 0           | 4           | - 4         | 11   | 84   | - 73 |

| Data      |           | Wynik |                     | Set 1 | Set 2 | Set 3 |
| --------- | --------- | ----- | ------------------- | ----- | ----- | ----- |
| 12 Czerw. | Hu / Chen | 2–0   | Husain / Al-Najadah | 21–3  | 21–3  |       |
| 13 Czerw. | Wong / Ng | 2–0   | Husain / Al-Najadah | 21–1  | 21–4  |       |
| 14 Czerw. | Wong / Ng | 0–2   | Hu / Chen           | 19–21 | 7–21  |       |

### Grupa W
Tabela
| Poz. | Zawodnicy                                  | Pkt | Mecze | Mecze | Mecze | Małe punkty | Małe punkty | Małe punkty | Sety | Sety | Sety |
| Poz. | Zawodnicy                                  | Pkt | M     | Z     | P     | zdob.       | str.        | +/-         | wyg. | prz. | +/-  |
| ---- | ------------------------------------------ | --- | ----- | ----- | ----- | ----------- | ----------- | ----------- | ---- | ---- | ---- |
| 1.   | Ayu Cahyaning Siam / Dhita Juliana         | 4   | 2     | 2     | 0     | 4           | 1           | + 3         | 95   | 60   | + 35 |
| 2.   | Huỳnh Đỗ Hồng Loan / Phan Thị Thu Hà       | 3   | 2     | 1     | 1     | 3           | 2           | + 1         | 86   | 66   | + 20 |
| 3.   | Galerdene Enkhjargal / Munkhbayar Oyuntuya | 2   | 2     | 0     | 2     | 0           | 4           | - 4         | 29   | 84   | - 55 |

| Data      |                | Wynik |                       | Set 1 | Set 2 | Set 3 |
| --------- | -------------- | ----- | --------------------- | ----- | ----- | ----- |
| 12 Czerw. | Huỳnh / Phan   | 2–0   | Enkhjargal / Oyuntuya | 21–10 | 21–3  |       |
| 13 Czerw. | Siam / Juliana | 2–0   | Enkhjargal / Oyuntuya | 21–11 | 21–5  |       |
| 14 Czerw. | Siam / Juliana | 2–1   | Huỳnh / Phan          | 21–16 | 17–21 | 15–7  |

### Grupa X
Tabela
| Poz. | Zawodnicy                                   | Pkt | Mecze | Mecze | Mecze | Małe punkty | Małe punkty | Małe punkty | Sety | Sety | Sety |
| Poz. | Zawodnicy                                   | Pkt | M     | Z     | P     | zdob.       | str.        | +/-         | wyg. | prz. | +/-  |
| ---- | ------------------------------------------- | --- | ----- | ----- | ----- | ----------- | ----------- | ----------- | ---- | ---- | ---- |
| 1.   | Nguyễn Thị Tiệp / Phan Thị Cẩm Hồng         | 4   | 2     | 2     | 0     | 4           | 0           | + 4         | 84   | 53   | + 31 |
| 2.   | Sagari Gunasinghe / Nirosha Gunasinghe      | 3   | 2     | 1     | 1     | 2           | 2           | 0           | 73   | 67   | + 6  |
| 3.   | Enkhtaivan Erdenezaya / Gansukh Ulziidelger | 2   | 2     | 0     | 2     | 0           | 4           | - 4         | 47   | 84   | - 37 |

| Data      |                         | Wynik |                          | Set 1 | Set 2 | Set 3 |
| --------- | ----------------------- | ----- | ------------------------ | ----- | ----- | ----- |
| 12 Czerw. | Gunasinghe / Gunasinghe | 2–0   | Erdenezaya / Ulziidelger | 21–18 | 21–7  |       |
| 13 Czerw. | Nguyễn / Phan           | 2–0   | Erdenezaya / Ulziidelger | 21–10 | 21–12 |       |
| 14 Czerw. | Nguyễn / Phan           | 2–0   | Gunasinghe / Gunasinghe  | 21–14 | 21–17 |       |

### Grupa Y
Tabela
| Poz. | Zawodnicy                                | Pkt | Mecze | Mecze | Mecze | Małe punkty | Małe punkty | Małe punkty | Sety | Sety | Sety |
| Poz. | Zawodnicy                                | Pkt | M     | Z     | P     | zdob.       | str.        | +/-         | wyg. | prz. | +/-  |
| ---- | ---------------------------------------- | --- | ----- | ----- | ----- | ----------- | ----------- | ----------- | ---- | ---- | ---- |
| 1.   | Fitri Wijayanti / Dini Jasita Putu Utami | 4   | 2     | 2     | 0     | 4           | 0           | + 4         | 84   | 57   | + 27 |
| 2.   | Liu Pi-hsin / Wu Shu-fen                 | 3   | 2     | 1     | 1     | 2           | 2           | 0           | 75   | 60   | + 15 |
| 3.   | Olga Khanina / Anastasiia Shchelokova    | 2   | 2     | 0     | 2     | 0           | 4           | - 4         | 42   | 84   | - 42 |

| Data      |                   | Wynik |                       | Set 1 | Set 2 | Set 3 |
| --------- | ----------------- | ----- | --------------------- | ----- | ----- | ----- |
| 12 Czerw. | Liu / Wu          | 2–0   | Khanina / Shchelokova | 21–10 | 21–8  |       |
| 13 Czerw. | Wijayanti / Utami | 2–0   | Khanina / Shchelokova | 21–9  | 21–15 |       |
| 14 Czerw. | Wijayanti / Utami | 2–0   | Liu / Wu              | 21–17 | 21–16 |       |

### Grupa Z
Tabela
| Poz. | Zawodnicy                                   | Pkt | Mecze | Mecze | Mecze | Małe punkty | Małe punkty | Małe punkty | Sety | Sety | Sety |
| Poz. | Zawodnicy                                   | Pkt | M     | Z     | P     | zdob.       | str.        | +/-         | wyg. | prz. | +/-  |
| ---- | ------------------------------------------- | --- | ----- | ----- | ----- | ----------- | ----------- | ----------- | ---- | ---- | ---- |
| 1.   | Kou Nai-han / Chang Hui-min                 | 6   | 3     | 3     | 0     | 6           | 1           | + 5         | 136  | 90   | + 46 |
| 2.   | Thakshila Gunasinghe / Geethika Gunawardena | 5   | 3     | 2     | 1     | 4           | 2           | + 2         | 107  | 78   | + 29 |
| 3.   | Samaa Miyagawa / Yui Nagata                 | 4   | 3     | 1     | 2     | 3           | 4           | - 1         | 120  | 106  | + 14 |
| 4.   | Kristina Popova / Natalya Sklennaya         | 3   | 3     | 0     | 3     | 0           | 6           | - 6         | 37   | 126  | - 89 |

| Data      |                          | Wynik |                          | Set 1 | Set 2 | Set 3 |
| --------- | ------------------------ | ----- | ------------------------ | ----- | ----- | ----- |
| 12 Czerw. | Gunasinghe / Gunawardena | 2–0   | Popova / Sklennaya       | 21–6  | 21–6  |       |
| 12 Czerw. | Kou / Chang              | 2–1   | Miyagawa / Nagata        | 15–21 | 21–19 | 16–14 |
| 13 Czerw. | Kou / Chang              | 2–0   | Popova / Sklennaya       | 21–6  | 21–7  |       |
| 13 Czerw. | Gunasinghe / Gunawardena | 2–0   | Miyagawa / Nagata        | 21–12 | 21–12 |       |
| 14 Czerw. | Kou / Chang              | 2–0   | Gunasinghe / Gunawardena | 21–9  | 21–14 |       |
| 14 Czerw. | Popova / Sklennaya       | 0–2   | Miyagawa / Nagata        | 5–21  | 7–21  |       |

## Runda finałowa

### 1/16 finału
| Data      |                          | Wynik |                       | Set 1 | Set 2 | Set 3 |
| --------- | ------------------------ | ----- | --------------------- | ----- | ----- | ----- |
| 15 Czerw. | Sannok / Tenpaksee       | 1–2   | Zhu / Ma              | 21–16 | 17–21 | 11–15 |
| 15 Czerw. | Gunasinghe / Gunasinghe  | 0–2   | Kou / Chang           | 17–21 | 12–21 |       |
| 15 Czerw. | Siam / Juliana           | 2–0   | Liu / Wu              | 23–21 | 21–12 |       |
| 15 Czerw. | Chan / Tse               | 0–2   | Hu / Chen             | 10–21 | 17–21 |       |
| 15 Czerw. | Mashkova / Tsimbalova    | 2–0   | Khadka / Shah         | 21–9  | 21–4  |       |
| 15 Czerw. | Gunasinghe / Gunawardena | 0–2   | Nguyễn / Phan         | 20–22 | 17–21 |       |
| 15 Czerw. | Wijayanti / Utami        | 2–0   | Huỳnh / Phan          | 21–19 | 21–16 |       |
| 15 Czerw. | Wong / Ng                | 0–2   | Radarong / Udomchavee | 12–21 | 16–21 |       |

### Drabinka
|  |              |                       |              |                       |              |    |    |                       |           |           |             |                      |                      |                      |                      |                      |       |       |       |
|  | Ćwierćfinały | Ćwierćfinały          | Ćwierćfinały | Ćwierćfinały          | Ćwierćfinały |    |    | Półfinały             | Półfinały | Półfinały | Półfinały   | Półfinały            |                      |                      | Finał                | Finał                | Finał | Finał | Finał |
|  | Ćwierćfinały | Ćwierćfinały          | Ćwierćfinały | Ćwierćfinały          | Ćwierćfinały |    |    | Półfinały             | Półfinały | Półfinały | Półfinały   | Półfinały            |                      |                      | Finał                | Finał                | Finał | Finał | Finał |
|  |              |                       |              |                       |              |    |    |                       |           |           |             |                      |                      |                      |                      |                      |       |       |       |
|  |              |                       |              |                       |              |    |    |                       |           |           |             |                      |                      |                      |                      |                      |       |       |       |
|  | U2           | Zhu / Ma              | 20           | 13                    |              |    |    |                       |           |           |             |                      |                      |                      |                      |                      |       |       |       |
|  | U2           | Zhu / Ma              | 20           | 13                    |              |    |    |                       |           |           |             |                      |                      |                      |                      |                      |       |       |       |
|  | Z1           | Kou / Chang           | 22           | 21                    |              |    |    |                       |           |           |             |                      |                      |                      |                      |                      |       |       |       |
|  | Z1           | Kou / Chang           | 22           | 21                    |              |    | Z1 | Kou / Chang           | 25        | 18        | 19          |                      |                      |                      |                      |                      |       |       |       |
|  |              |                       |              |                       |              |    | Z1 | Kou / Chang           | 25        | 18        | 19          |                      |                      |                      |                      |                      |       |       |       |
|  |              |                       | V1           | Hu / Chen             | 23           | 21 | 21 |                       |           |           |             |                      |                      |                      |                      |                      |       |       |       |
|  | W1           | Siam / Juliana        | V1           | Hu / Chen             | 23           | 21 | 21 | 14                    | 18        |           |             |                      |                      |                      |                      |                      |       |       |       |
|  | W1           | Siam / Juliana        |              |                       |              |    |    |                       |           |           |             |                      |                      |                      |                      |                      |       |       |       |
|  | V1           | Hu / Chen             | 21           | 21                    |              |    |    |                       |           |           |             |                      |                      |                      |                      |                      |       |       |       |
|  | V1           | Hu / Chen             | 21           | 21                    |              |    | V1 | Hu / Chen             | 23        | 16        | 14          |                      |                      |                      |                      |                      |       |       |       |
|  |              |                       |              |                       |              |    |    |                       |           |           |             |                      |                      |                      |                      |                      |       |       |       |
|  |              |                       | T1           | Radarong / Udomchavee | 21           | 21 | 16 |                       |           |           |             |                      |                      |                      |                      |                      |       |       |       |
|  | U1           | Mashkova / Tsimbalova | T1           | Radarong / Udomchavee | 21           | 21 | 16 | 21                    | 21        |           |             |                      |                      |                      |                      |                      |       |       |       |
|  | U1           | Mashkova / Tsimbalova |              |                       |              |    |    |                       |           |           |             |                      |                      |                      |                      |                      |       |       |       |
|  | X1           | Nguyễn / Phan         | 14           | 18                    |              |    |    |                       |           |           |             |                      |                      |                      |                      |                      |       |       |       |
|  | X1           | Nguyễn / Phan         | 14           | 18                    |              |    | U1 | Mashkova / Tsimbalova | 22        | 17        |             | Mecz o brązowy medal | Mecz o brązowy medal | Mecz o brązowy medal | Mecz o brązowy medal | Mecz o brązowy medal |       |       |       |
|  |              |                       |              |                       |              |    | U1 | Mashkova / Tsimbalova | 22        | 17        |             | Mecz o brązowy medal | Mecz o brązowy medal | Mecz o brązowy medal | Mecz o brązowy medal | Mecz o brązowy medal |       |       |       |
|  |              |                       | T1           | Radarong / Udomchavee | 24           | 21 |    |                       |           |           |             |                      |                      |                      |                      |                      |       |       |       |
|  | Y1           | Wijayanti / Utami     | T1           | Radarong / Udomchavee | 24           | 21 | 16 | 14                    |           |           |             |                      |                      |                      |                      |                      |       |       |       |
|  | Y1           | Wijayanti / Utami     |              |                       |              |    |    |                       |           | Z1        | Kou / Chang | 21                   | 18                   | 15                   |                      |                      |       |       |       |
|  | T1           | Radarong / Udomchavee | 21           | 21                    |              |    |    |                       |           | Z1        | Kou / Chang | 21                   | 18                   | 15                   |                      |                      |       |       |       |
|  | T1           | Radarong / Udomchavee | 21           | 21                    |              |    | U1 | Mashkova / Tsimbalova | 16        | 21        | 13          |                      |                      |                      |                      |                      |       |       |       |
|  |              |                       |              |                       |              |    | U1 | Mashkova / Tsimbalova | 16        | 21        | 13          |                      |                      |                      |                      |                      |       |       |       |